# Shaheen Dill-Riaz
Shaheen Dill-Riaz (bengalisch শাহীন দিল-রিয়াজ Śāhīn Dil-Riẏāj; * 12. Februar 1969 in Dhaka) ist ein deutsch-bangladeschischer Journalist, Kameramann, Autor  und Regisseur. Seit 1992 lebt er in Berlin.

## Leben
Shaheen Dill-Riaz ging in Noakhali und Dhaka zur Schule und besuchte das College eines Militärinternats in Comilla. Er war an der Organisation des International Short Film Festivals in Dhaka beteiligt und arbeitete in Bangladesch als Filmjournalist. Von 1989 bis 1991 lernte er am Goethe-Institut in Dhaka Deutsch und kam 1992 über ein Stipendium des Berliner Goethe-Instituts für einen zweimonatigen Sprachkurs nach Deutschland. Im Anschluss studierte er Kunstgeschichte, Indische Kunstgeschichte und Theaterwissenschaften an der Freien Universität Berlin. Danach absolvierte er ab 1995 ein Kamerastudium an der HFF Konrad Wolf in Potsdam-Babelsberg. Sein Abschlussfilm Sand und Wasser über das Leben auf Sandbankinseln im Fluss Jamuna erregte bereits großes Aufsehen und gewann mehrere Preise. Auch seine weiteren Dokumentarfilmarbeiten drehte er in seinem Herkunftsland Bangladesch. Für seine Dokumentation Eisenfresser über Schiffsabwrackung bei Chittagong erhielt er 2010 einen Grimme-Preis. Der Film Korankinder brachte ihm im selben Jahr den Publikumspreis der Duisburger Filmwoche. 2010 war Dill-Riaz Fellow am Kulturwissenschaftlichen Kolleg der Universität Konstanz im Exzellenzcluster „Kulturelle Grundlagen von Integration“. 2011 und 2012 hatte er Lehraufträge an der Ruhr-Universität Bochum und an der Universität Konstanz.

## Filmografie
- 1995: Ein Tag, Jeden Tag (Kurzfilm)
- 1998: Augen hören, Ohren sehen (Kurzfilm)
- 2002: Sand und Wasser (Dokumentarfilm)
- 2005: Die glücklichsten Menschen der Welt (Dokumentarfilm)
- 2008: Eisenfresser (Dokumentarfilm)
- 2009: Korankinder (Dokumentarfilm)
- 2011: Der Netzwerker (Kurzdokumentarfilm)
- 2012: Schulter an Schulter (Dokumentarfilm)
- 2012: Der Vorführer (Kurzdokumentarfilm)
- 2015: Fernglück (Dokumentarfilm)
- 2019: Bamboo Stories (Dokumentarfilm)